# 대구 여대생 살인 사건
2013년 대구 여대생 살인 사건(2013年大邱女大生殺人事件)은 2013년 5월 대한민국 대구광역시에서 22세 여대생 남 모 양(1991년생)이 그녀에게 성폭행을 시도했던 조명훈에 의해 살해되어 사체가 경북 경주시 건천읍의 한 저수지에 유기된 사건이다.

## 사건 개요
대구 여대생 살인 사건의 가해자인 조명훈(1988년생, 2013년 당시 25세)은 성범죄 전과(2011년)자로 성범죄자 알림e 사이트에 신상 공개가 되어 있고 2013년 2월에 아르바이트를 하면서 알게 된 B(1994년생)양을 자신의 집으로 유인해 성폭행하려다 미수에 그친 혐의가 있다. 범행 당시 대구 지하철에서 공익근무요원으로 복무중이었으며 거주하던 대구광역시 북구 경북대학교 부근 원룸 근처의 술집에서 종업원으로 근무하기도 했다.
조명훈은 2013년 5월 25일, 피해자와 대구 중구 삼남동 소재의 한 클럽에서 함께 술을 마셨다. 이튿날 새벽 4시경 피해자는 범인과 헤어져 대구 중부소방서 앞에서 택시를 잡았으며 이때 외국인 한 명이 택시비 2만원을 내주었다는 진술이 있다. 택시의 최초 목적지는 피해자의 집이 위치한 수성구였고 피해자는 만취에 가까운 상태였다. 피해자를 태운 택시가 신호 대기에 걸렸을 때 조명훈은 자신을 피해자의 남자친구라고 둘러대며 택시에 합승하여 목적지를 북구로 변경한다. 이후 수사에서 조명훈은 클럽에서 나오면서부터 피해자가 타고 있던 택시를 계속 뒤쫓아가며 기회를 노렸던 것으로 드러났다.
조명훈은 술에 취해 정신을 잃은 피해자를 데리고 모텔로 갔으나 빈 방이 없어 산격동에 위치한 자신의 원룸으로 데려가 성폭행을 시도했는데 A씨가 술에서 깨 반항하자 A씨를 수 차례 폭행하고 목을 졸라 사망케 했다. 또 시신을 유기할 목적으로 치밀하게 준비한 뒤 경주시 소재 한 저수지에 사체를 유기했다.
피해자의 가족은 5월 25일 오후 5시 경 '아는 언니와 술을 마시고 들어가겠다'는 문자를 끝으로 피해자가 돌아오지 않자 실종신고를 하였고, 이튿날인 5월 26일 오전 경주시의 저수지에서 여성의 변사체를 발견했다는 낚시꾼의 신고로 이 변사체의 신원이 피해자 임이 밝혀지면서 살인 사건으로 비화하였다.

## 용의자 검거
사건 접수를 받은 경찰은 범행 당일 피해자를 태웠던 택시기사를 유력한 용의자로 보고 '30대 가량의 인상이 날카로운 남자'라는 피해자 친구의 증언을 토대로 수사에 착수하였고, 2013년 5월 31일 택시기사 이 모씨를 긴급체포하였다. 하지만 이 모 씨는 자신의 택시에 피해자와 피해자의 남자친구로 보이는 범인을 태워준 것뿐이라며 혐의를 부인했고, 이후 이 택시기사는 범인이 아닌 것으로 확인되었다. 경찰에 의해 범인으로 몰렸던 택시 기사의 친구라고 밝힌 사람이 "경찰들은 친구가 잡혔을 때부터 범인으로 확신하고 욕을 하면서 친구를 범인으로 만들려고 하고 있었다. 마치 살인의 추억처럼..."라는 글이 인터넷에 올라와 논란이 있었다.
다음날인 6월 1일, 경찰은 피해자와 택시에 함께 탔던 조명훈을 유력한 용의자로 판단하고 피해자와 함께 술을 마셨던 클럽에 있던 조명훈을 긴급체포하였다. 조명훈은 초기에 혐의를 부인하다 경찰이 폐쇄회로 텔레비전 자료를 보여주며 강하게 추궁하자 이내 범행을 시인하였다. 조명훈은 2011년 성범죄 전력으로 인해 성범죄자 알림e 사이트에 이름이 올라있고 현역 공익근무요원으로 대구지하철의 한 역에서 복무중인 사실이 확인되었다. 경찰은 조명훈을 살인 및 사체유기 혐의로 구속했다. 조명훈이 경찰에 체포되기 전에 자신의 여자친구와 장난스러운 메시지를 주고받는가 하면 피해자와 처음으로 만났던 클럽에도 태연하게 드나들었던 것이 드러났다. 하지만 범행사실에 대한 현장검증을 할 때는 취재진에게 "처음부터 죽일 생각은 없었다. 미안하다"고 했다.
피해자인 여대생 어머니가 “세 아이 중 둘째인 OO이는 까칠하던 언니에게는 배려할 줄 알고, 사춘기에 접어든 동생에게는 친구가 되어주던 아이입니다. 41세에 뇌졸중을 앓은 아버지와도 말이 잘 통하는 딸이었습니다. 제겐 마치 남편같기도 한 든든한 아이였어요. 화장도 잘 못했지만 우리 아이는 정신적 행복을 누릴 줄 아는 아이였어요. 제 꿈속에서 평소 늘 하던 말처럼 ‘엄마가 있어서 너무 행복했어요’라고 웃으며 떠났어요.”라며 딸에 대한 그리움을 드러내면서 “언젠가는 그 짐승만도 못한 인간을 위해서 기도할 날도 올거예요. 그렇지만 법에서 만큼은 냉정하게 판단을 내려주신 검사님께 감사합니다. 검사님을 보면서 살아갈 희망이 조금은 보입니다. 검사님, 늘 일이 많으시겠지만 특히 가정의 행복을 깨는 이에게는 꼭 그에 맞는 엄벌을 내려주길 부탁합니다.”라는 편지를 담당 검사에게 보내왔다는 사실을 밝혔으며 검찰은 이후 피해자 유족에게 유족구조금(1천600만원)과 장례비용(330만원)이 지원됐으며 범죄피해자지원센터와 연계해 긴급생계비 및 심리상담치료를 주선했다.

## 재판
대구지방검찰청 형사3부 2013년 10월 25일 대구지방법원에서 조명훈에 대하여 "범행 수법의 잔인성과 폭력성, 치밀한 계획성 등의 이유"를 들어 법정 최고형인 사형을 구형했지만 대구지방법원에서 진행된 1,2심 재판부가 "생명을 박탈하는 사형보다 무기징역형을 통해 사회로부터 영원히 격리해 재범을 방지하면서도 소중한 생명을 잃은 피해자와 유족들에게 참회하면서 잘못을 반성하게 하는 것이 타당하다"며 무기징역을 선고하고 2014년 7월 24일 대법원 3부(주심 김신 대법관)는 강간등살인 및 사체유기 등 혐의로 기소된 조명훈에 대한 상고심에서 "범행동기나 수단, 범행으로 인한 결과와 범행 후의 정황 등 양형의 조건이 되는 여러 사정을 검토해 보면 무기징역을 선고한 1심 판결을 유지한 원심 판결은 부당하다고 할 수 없다"는 이유로 무기징역을 선고한 원심을 확정했다.